# Bursa Fabricii
Die Bursa Fabricii oder Bursa cloacalis ist ein sackförmiges lymphatisches Organ der Vögel, welches am Dach der Kloake zu finden ist. Dieses Organ dient der primären Differenzierung der B-Lymphozyten, die zuerst bei Vögeln entdeckt wurden und nach dem Organ den Zusatz „B“ erhielten. Das Organ ist nach Girolamo Fabrizio benannt, der es 1621 erstmals beschrieb. Die Rolle des Organs für das Immunsystem wurde 1956 von Bruce Glick und Mitarbeitern erkannt.

## Aufbau, Entwicklung, Funktion und klinische Bedeutung
Die Bursa Fabricii ist ein vom Endabschnitt der Kloake (dem sogenannten Proctodeum) ausgehender Blindsack. Sie besitzt eine schlitzförmige Öffnung im Dach der Kloake. Diese führt in einen durch Falten gegliederten Hohlraum. Die Falten tragen ein hochprismatisches Epithel. Unter dem Epithel liegen Follikel mit einer Rinde und einem Mark, dazwischen liegt eine Basalmembran. Die Follikel bestehen vor allem aus Lymphozyten, im Mark findet man auch Makrophagen.
Die Bursa Fabricii ist nur bei Jungvögeln aktiv und bildet sich mit Einsetzen der Geschlechtsreife zurück (Involution). Danach erfolgt die Vermehrung der B-Lymphozyten in den anderen lymphatischen Organen. Eine frühzeitige Entfernung der Bursa Fabricii führt dazu, dass keine B-Lymphozyten ausgebildet werden, und damit zu einem Funktionsausfall des Immunsystems. Die Infektiöse Bursitis der Hühner ist eine Viruserkrankung, die mit einer Entzündung der Bursa Fabricii einhergeht. Die Tiefe der Bursahöhle verringert sich bei der Involution, was zur Altersschätzung bei einigen Wildvögeln herangezogen werden kann.

## Bursaäquivalente Organe
Da die Bursa Fabricii bei Säugetieren nicht ausgebildet ist, war es lange ein Rätsel, wo die primäre Differenzierung der B-Lymphozyten bei diesen stattfindet. Auch heute ist dieses Problem nicht endgültig geklärt, da artabhängig offenbar verschiedene Organe diese Funktion wahrnehmen. Daher spricht man auch vom Bursaäquivalenten Organ. Bei Mensch und Maus ist dies das Knochenmark (das englische Wort für Knochenmark – bone marrow – passt gut zu B-Lymphozyt), beim menschlichen Fötus die Leber, bei Wiederkäuern die Peyerschen Platten des Darms. Für viele andere Säugetiere ist das Bursa-Äquivalent immer noch ungeklärt.